# Nephelomys albigularis
Nephelomys albigularis, llamada también Rata Guliblanca de Bosque Nublado es una especie de roedor en el género Nephelomys de la familia Cricetidae. Descrito en 1860, fue la primera especie de Nephelomys que se descubrió. Originalmente se describió en el género extinto Hesperomys como Hesperomys albigularis y se consideró relacionado con el H. longicaudatus mucho más pequeño (actualmente Oligoryzomys longicaudatus). En 1894, fue colocado en Oryzomys, como Oryzomys albigularis, y asociado con el que es ahora Nephelomys meridensis. A principios de los años sesenta, el alcance de la especie se amplió considerablemente para incluira a la mayoría de las especies que se encuentran ahora en Nephelomys, así como un solo nombre, boliviae, que es actualmente sinónimo de Euryoryzomys nitidus. A partir de 1976, varios de ellos fueron reconocidos como especies separadas.
En 2006, un análisis filogenético por Marcelo Weksler de la familia Oryzomyine, en el que tanto Oryzomys y Nephelomys se clasifican, proporcionó una fuerte evidencia de que Oryzomys como se reconoce entonces era un género polifilético. O. albigularis y uno de sus sinónimos anteriores, O. levipes, fueron incluidos; se agruparon consistentemente en un solo grupo dentro de un grupo más grande que incluía especies ahora colocadas en Hylaeamys, Euryoryzomys, Transandinomys, Handleyomys, y Oecomys. En consecuencia, el grupo de especies alrededor de O. albigularis fue reclasificado en un nuevo género, Nephelomys, con albigularis como su especie. Desde entonces, la especie ha sido conocida como Nephelomys albigularis. De los siete sinónimos todavía colocados como N. albigularis en el 2005,, cinco fueron reclasificadas como especies separadas, N. childi, N. maculiventer, N. moerex, N. pectorales, y N. pirrensis, un (oconnelli) fue colocado bajo N. childi, y el último (villosus) no fue mencionado.
Antes de que las otras cinco especies fueran reconocidas como separadas, se registró que se distribuía desde el norte del Perú a través de los Andes de Ecuador y Colombia hasta el este de Panamá y el noroeste de Venezuela. No se ha publicado ninguna distribución revisada teniendo en cuenta el reconocimiento de las otras especies. Habita en los bosques montanos a altitudes de 900 a 3300 m s. n. m. Es nocturno y omnívoro.

## Literatura citada
- Musser, G.G. and Carleton, M.D. 2005. Superfamily Muroidea. Pp. 894–1531 in Wilson, D.E. and Reeder, D.M. (eds.). Mammal Species of the World: a taxonomic and geographic reference. 3rd ed. Baltimore: The Johns Hopkins University Press, 2 vols., 2142 pp. ISBN 978-0-8018-8221-0
- Reid, F., Samudio, R., Tirira, D., Boada, C., Weksler, M., Anderson, R.P., Rivas, B., Delgado, C. and Gómez-Laverde, M. 2008. «Nephelomys albigularis». Lista Roja de especies amenazadas de la UICN 2025 (en inglés). ISSN 2307-8235.. In IUCN. 2008 IUCN Red List of Threatened Species. Retrieved on 24 de abril de 2009.
- Thomas, O. 1894. Descriptions of some new Neotropical Muridae. Annals and Magazine of Natural History (6)14:346–365.
- Tomes, R.F. 1860. Notes on a third collection of Mammalia made by Mr. Fraser in the republic of Ecuador. Proceedings of the Zoological Society of London 28:260–268.
- Weksler, M. 2006. Phylogenetic relationships of oryzomyine rodents (Muroidea: Sigmodontinae): separate and combined analyses of morphological and molecular data. Bulletin of the American Museum of Natural History 296:1–149.
- Weksler, M.; Percequillo, A. R.; Voss, R. S. (2006-10-19 doi= 10.1206/0003-0082(2006)3537[1:TNGOOR]2.0.CO;2). «Ten new genera of oryzomyine rodents (Cricetidae: Sigmodontinae)». American Museum Novitates (American Museum of Natural History) 3537: 1-29.

- Datos: Q24278919
- Especies: Nephelomys albigularis